# بيل سيكساي
وليام ليفنجستون سيكساي (من مواليد 11 مارس 1955) سياسي كندي كان عضوًا في البرلمان الذي مثل كولومبيا البريطانية للحزب الديمقراطي الجديد من 2004 إلى 2011.

## حياته
ولد سيكساي في أوشاوا ، أونتاريو ، لأبوين باتريشيا وويليام سيكساي. حصل سيكساي على دبلوم المدرسة الثانوية من معهد ماكلولين الجامعي والمهني في أوشاوا ، أونتاريو ، والتحق بكلية فيكتوريا في جامعة تورنتو ، وتخرج بدرجة البكالوريوس في عام 1978. ثم التحق ببرنامج MDiv في مدرسة فانكوفر للاهوت في جامعة كولومبيا البريطانية ، تدرس كمرشح لمنصب وزير جماعة في كنيسة كندا المتحدة. لقد كان من أوائل الأشخاص الذين خرجوا كمثليين في عملية رسامته وساعد في بدء النقاش في الكنيسة حول ترسيم وتكليف المرشحين المثليين، لم يكمل البرنامج ولم يُرسم.

## الحياة السياسية
قبل الترشح لمنصب منتخب ، كان مساعدًا للدائرة الانتخابية لسفيند روبنسون لأكثر من 18 عامًا. كما خاض انتخابات 1997 في مركز فانكوفر ، لكنه خسر أمام شاغل الوظيفة هيدي فراي . 
عندما استقال روبنسون من مقعد برنابي - دوغلاس في أبريل 2004 بسبب الجدل حول سرقته لقطعة من المجوهرات ، فاز سيكساي بالترشيح ليحل محل روبنسون كمرشح الحزب الوطني الديمقراطي في الانتخابات القادمة ، وفاز في الانتخابات الفيدرالية لعام 2004 يوم 28 يونيو. 
مع انتخابه ، أصبح سيكساي أول رجل مثلي الجنس بشكل علني غير شاغل الوظيفة يتم انتخابه لمجلس العموم الكندي. خرج جميع النواب السابقين الذين خرجوا كمثليين (روبنسون وليبي ديفيز وريال مينارد وسكوت بريسون ) بعد انتخابهم ، وخرج ماريو سيلفا في ملف تورنتو ستار بعد فترة وجيزة من انتخابات 2004.
في مجلس الوزراء لحكومة الظل المعارضة الرسمية في البرلمان الكندي الحادي والأربعين ، كان سيكساي ناقدًا للأخلاقيات ، والوصول إلى المعلومات والخصوصية ، وقضايا المثليين والمثليات ومزدوجي الميل الجنسي والمتحولين جنسياً. كان الحزب الوطني الديمقراطي هو مجلس الوزراء الوحيد الذي يشغل هذا المنصب الأخير.  كان سابقًا ناقدًا للمواطنة والهجرة ، ثم للتراث والإسكان الكندي.
في مايو 2005 ، قدم سيكساي مشروع قانون لتعديل قانون حقوق الإنسان الكندي لحظر التمييز على أساس الهوية أو التعبير الجندري.  أعاد تقديم مشروع القانون في البرلمان المقبل. وفي مايو / أيار 2009 قدمها مرة أخرى ، مع أحكام إضافية لإضافة الهوية الجنسية والتعبير عن جرائم الكراهية في القانون الجنائي . بحلول يونيو 2010 ، كان مشروع قانون العضو الخاص (C-389) قد انتقل إلى اللجنة الدائمة للعدالة وحقوق الإنسان ، مع القليل من المعارضة العلنية من حزب المحافظين الكندي لحكومة الأقلية.   تم تمريره في مرحلة التقرير بتصويت 143-131 في 8 ديسمبر ، وتم تمريره في القراءة الثالثة بتصويت 143-135 ، في كل حالة بما في ذلك أعضاء جميع الأحزاب التي صوتت لصالحها.
في كانون الثاني (يناير) 2006 ، أعيد انتخاب سيكساي في برنابي - مقعد دوغلاس مع زيادة طفيفة في التعددية بهامش 2.5٪ (مقابل 2٪ في عام 2004). أعيد انتخابه مرة أخرى بهامش ضيق في انتخابات عام 2008 .
كان بيل سيكساي النائب الوحيد في البرلمان الذي صوت ضد قانون مكافحة جرائم العنف (بيل سي 2) ،  بحجة أن أحكامه المتعلقة بسن الرضا ستضر بشباب المثليين.
في 16 ديسمبر 2010 ، أعلن سيكساي أنه لن يترشح مرة أخرى في الانتخابات اللاحقة.  تم الاحتفاظ بمقعده للديمقراطيين الجدد من قبل كينيدي ستيوارت في الانتخابات الفيدرالية لعام 2011

## بعد السياسة
في 2 يوليو 2014 ، بدأ سيكساي كمساعد إداري لأسقف أبرشية نيو وستمنستر الأنجليكانية ، القس الأيمن ميليسا سكيلتون[وصلة مكسورة]، وإلى رئيس الشمامسة التنفيذي للأبرشية ، الموقر دوغلاس فينتون في فانكوفر ، كولومبيا البريطانية ، كندا.

## الحياة الشخصية
يقيم في برنابي مع شريكه القس بريان بورك ، ولا يزال عضوًا نشطًا في الكنيسة الكندية المتحدة . 

## روابط خارجية
- الموقع الرسمي.
- بيل سيكساي في موقع البرلمان الكندي.